# Безгребенест огненокръст фазан
Безгребенестият огненокръст фазан (Lophura erythrophthalma) е вид птица от семейство Phasianidae.

## Разпространение и местообитания
Видът е разпространен в Бруней, Индонезия, Малайзия и Сингапур.
Естествените му местообитания са субтропичните и тропически влажни низинни гори. Той е застрашен от унищожаване на местообитания и Международния съюз за защита на природата е оценил състоянието му на опазване като „уязвимо“.